# حوزه انتخابیه هشتم اوهایو
حوزه انتخابیه هشتم اوهایو یک حوزه انتخابیه مجلس نمایندگان آمریکا است که در ایالت اوهایو قرار دارد.